# Перов Олександр Миколайович
Перов Олександр Миколайович (2 червня 1955) — радянський велогонщик.
Срібний призер Олімпійських Ігор 1976 року в командній гонці переслідування.